# Енсон Маунт
Енсон Адамс Маунт IV (англ. Anson Adams Mount IV; нар. 25 лютого 1973, Уайт-Блафф, Теннессі, США) — американський актор. Найбільш відомий за одну з головних ролей в фільмі «Перехрестя» (2002), а також за головну роль в серіалі «Пекло на колесах».

## Біографія
Енсон Маунт народився 25 лютого 1973 року в місті Уайт-Блафф, Теннессі, США. Його батько — Енсон Адамс Маунт II, мама — Ненсі Сміт. Маунт також має звідного брата Енсона III и звідних сестер Крістін та Елізабет. Енсон Маунт закінчив середню школу в Діксоні.

## Вибіркова фільмографія
- капітан Крістофер Пайк («Зоряний шлях: Дискавері» та «Дивні нові світи»).